# ハナヤシキプロレスリング
ハナヤシキプロレスリングは、浅草花やしきを拠点に活動しているプロレスプロモーション。キャッチフレーズは「大人も子どもも熱くなる遊園地式バトルエンターテインメント」。

## 特徴
- 浅草、浅草花やしきのアトラクションにちなんだ覆面レスラーが出場してキャラクター、ストーリーとも園内のみで完結している。プロレスになじみの薄い客層を踏まえて場内実況が行われている。
- 東京にあるプロレス団体がアドバイザーになっている（浅草花やしきでは2009年にDDTプロレスリングが貸切プロレスを開催しているが関係が深いかどうかは明かされていない）[2]。

## 歴史
- 2010年9月、浅草花やしきに来た大人も子供も楽しめるイベントの1つとして設立。
- 9月23日、フラワーステージ前特設会場で入園料のみで観戦は無料としてプレ旗揚げ戦を開催。
- 2013年9月6日、花やしき座で有料興行として旗揚げ戦を開催。

## タイトル
- ハナヤシキプロレスリング認定無差別級王座
- ハナヤシキプロレスリング認定タッグ王座

## 主要参戦選手

### 正規軍
- ザ・ローラーコースター
- マスク・ド・Bee
- ディスク・オー
- パンダカーロボ
- ビックリBoo
- ミゲル・ザ・ベアー
- ももタロー

### 浅草維新軍
- アサクサキッド
- ザ・カミナリモンスター
- 風神
- 雷神

### フルールノワール
- ブラックコースター
- メリーさん
- Mr.スワン
- ワイルドミゲル

### その他
- マスターゴースト・ウノ
- マスターゴースト・ドス
- デス・バウンザー
- 米兵ジョー

## スタッフ

### レフェリー
- ミスター・ブルー

### 実況
- カズミファイブ